# Río Bogarra
El río Bogarra es un río del sureste de la península ibérica perteneciente a la cuenca hidrográfica del Segura que discurre por la provincia de Albacete (España). 

## Curso
El río Bogarra propiamente dicho nace por la confluencia de los ríos Mencal o Endrinales y Madera, cerca de la aldea de Las Mahedas, en el término municipal de Bogarra. No obstante, las fuentes de estos afluentes se encuentran en la sierra de Alcaraz. El Bogarra realiza un recorrido sinuoso en sentido noroeste-sureste a lo largo de unos 15 km hasta su desembocadura en el río Mundo en el paraje de Fuentes de San Martín. 
Aparece descrito en el décimo volumen del Diccionario geográfico-estadístico-histórico de España y sus posesiones de Ultramar de Pascual Madoz, bajo la denominación de río «Madera», de la siguiente manera:

MADERA: r. en la prov. de Albacete, part. jud. de Alcaráz; formando el arroyo de su nombre y el llamado Mencal que desprendiéndose el primero de las sierras Espineras y el segundo de las alturas de Masegosillo (térm. de Alcaráz), corren de N. á E., y se reunen en la vega de San Andrés, jurisd. de Bogarra, tomando desde aquí el nombre de r. Madera; continúa en la misma direccion, aumenta su caudal con el arroyo de Aches y las destilaciones de varias fuentes, y despues de fertilizar la precitada vega y hermosa huerta de Bogarra, á cuyas inmediaciones le cruza un miserable puente de madera, impulsa dos molinos harineros y sin salir de la jurisd. de la última v. desagua en el r. Mundo, cerca de los confines de Aina.
(Madoz, 1847, p. 519)

## Arte
Entre la localidad de Bogarra y el paraje del Batanero discurre un sendero que sigue el cauce del río Bogarra, a lo largo del cual existen una serie de esculturas labradas en la propia roca de la montaña por diversos artistas que han participado en las distintas Jornadas de Escultura en el Paisaje de Bogarra.